# کلسیم لاکتات گلوکنات
کلسیم لاکتات گلوکنات (به انگلیسی: Calcium lactate gluconate) یک ترکیب شیمیایی با شناسه پاب‌کم ۹۲۲۳۷ است. شکل ظاهری این ترکیب، بلورهای جامد سفید است.